# Chethrin Schulze
Chethrin Schulze (* 29. März 1992 in Berlin) ist eine deutsche Reality-TV-Teilnehmerin.

## Leben
2013 wurde Schulze Bild-Girl. 2016 nahm sie an der ersten Staffel von Curvy Supermodel teil, in der sie den 6. Platz erreichte. Im folgenden Jahr wirkte sie in der Sendung Love Island mit. Wenige Tage nach ihrem Ausscheiden wurde sie von den Zuschauern zurück in die Sendung gewählt. Sie und ihr Partner Mike Heiter kamen bis ins Finale und erreichten den 3. Platz. Kurze Zeit später gab das Paar seine Trennung bekannt.
2018 nahm Schulze an der sechsten Staffel von Promi Big Brother teil. Hierbei belegte sie den 2. Platz. Des Weiteren moderierte sie im September 2018 auf Facebook und YouTube die Talksendung Aftersun – Der Love Island Talk mit Chethrin, ein Begleitformat zur zweiten Staffel von Love Island.
Schulze arbeitete als Buchhalterin und Kellnerin.

## Fernsehauftritte
- 2016: Curvy Supermodel – Echt. Schön. Kurvig
- 2017: Love Island
- 2018: Promi Big Brother
- 2018: Die ProSieben Wintergames
- 2019: Fitness Diaries[5]
- 2019, 2021–2022: Promi Big Brother – Die Late Night Show
- 2021: Mein Date, mein bester Freund & Ich
- 2022: Kampf der Realitystars – Schiffbruch am Traumstrand